# Aaron Harding

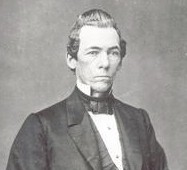
Aaron Harding

Aaron Harding (* 20. Februar 1805 bei Campbellsville, Kentucky; † 24. Dezember 1875 in Georgetown, Kentucky) war ein US-amerikanischer Politiker. Zwischen 1861 und 1867 vertrat er den Bundesstaat Kentucky im US-Repräsentantenhaus.

## Werdegang
Aaron Harding besuchte die öffentlichen Schulen seiner Heimat. Nach einem anschließenden Jurastudium und seiner 1833 erfolgten Zulassung als Rechtsanwalt begann er in Greensburg in diesem Beruf zu arbeiten. Im gleichen Jahr wurde er Staatsanwalt im Green County. Gleichzeitig schlug Harding eine politische Laufbahn ein. Im Jahr 1840 wurde er in das Repräsentantenhaus von Kentucky gewählt.
Bei den Kongresswahlen des Jahres 1860 wurde er als Unionist im vierten Wahlbezirk von Kentucky in das US-Repräsentantenhaus in Washington, D.C. gewählt, wo er am 4. März 1861 die Nachfolge von William Clayton Anderson antrat. Nach zwei Wiederwahlen konnte er bis zum 3. März 1867 drei Legislaturperioden im Kongress absolvieren. Seit 1865 war er dort als Vertreter der Demokratischen Partei. Seine ersten beiden Legislaturperioden waren von den Ereignissen des Bürgerkrieges geprägt. Seit 1865 war die Arbeit des Kongresses von den Spannungen zwischen den Republikanern und Präsident Andrew Johnson überschattet, die in einem nur knapp gescheiterten Amtsenthebungsverfahren gipfelten.
Im Jahr 1866 war Harding Delegierter zur National Union Convention. Nach seiner Zeit im Kongress praktizierte er wieder als Anwalt. Er starb am 24. Dezember 1875 in Georgetown.